# Frank Wilbert Stokes
Frank Wilbert Stokes (även känd som Frank Stokes, Frank W. Stokes och F. W. Stokes ), född den 27 november 1858 i Nashville, Tennessee, USA, död 1955 i New York, New York , var en amerikansk målare och tecknare. Han specialiserade sig på arktiska och antarktiska motiv och deltog bland annat i den Första svenska Antarktisexpeditionen (1901–1903). En stor samling av hans verk finns på Smithsonian American Art Museum .

## Biografi
Stokes föddes i Nashville. Han började sina studier vid Pennsylvania Academy of the Fine Arts i Philadelphia under Thomas Eakins . Därefter tillbringade Stokes nio år i England och Frankrike där han i Paris studerade vid  École des Beaux-Arts under Jean-Léon Gérôme, vid Académie Colarossi under Raphaël Collin och Académie Julian under Gustave Boulanger . Vid sidan om klassisk undervisning i stilar och tekniker influerades han även av impressionism.
Stokes deltog därefter i Pearys expeditioner åren 1886 och 1892–1894 till norra Grönland .
1902 anslöt han i Buenos Aires till den svenska Antarktisexpeditionen under Otto Nordenskjöld .
Åren 1909 till 1910 målade Stokes väggmålningar på American Museum of Natural History i New York City .
Åren 1925–1926 deltog han därefter i Amundsen-Ellsworths expeditioner .
Under sitt liv hade Stokes en rad utställningar, där några bland annat hölls 1894 vid Brooklyn Institute Museum of Arctic and Antarctic Pictures, vid Art Institute of Chicago från den 27 februari till den 16 mars 1900  och i New York City från den 21 december till den 21 januari 1926.
1955 avled Stokes i New York City .

## Verk i urval
Skisser
- "King Oscar II Land" (20 januari 1902)
- "An Iceberg off Palmer Island" (20 januari 1902)
- "Weddell Sea" (31 januari 1902)
- "Cape Gordon, Erebus and Terror Gulf" (10 februari 1902)

Oljemålningar
- "Beagle Channel, Tierra del Fuego" (1902)
- "Sunrise, Atlantic Ocean" (1903)
- "Return of Commander Byrd and Floyd Bennett from the North Pole" (1926)
- "Departure of the "Norge" for the North Pole" (1926)